# نولان أدانسوني
نولان أدانسوني (الاسم العلمي:Nolana adansonii) هو نوع نباتي يتبع جنس النولان من فصيلة الباذنجانية.